# Stephanie Farrow
Stephanie Margarita Farrow (Los Ángeles, California; 3 de junio de 1949) es una actriz estadounidense, hija del director John Farrow y de la actriz Maureen O'Sullivan.
Stephanie comenzó muy joven a trabajar como modelo y actriz. Apareció en varios anuncios de televisión. Trabajó como actriz de reparto durante la década de los 80 en películas como Zelig, The Purple Rose of Cairo y Exposed. 
Es hermana de la también actriz, Mia Farrow. Sus otros hermanos son Juan Charles Farrow, Tisa Farrow, Prudence Farrow, Patrick Farrow y Michael Farrow.
- Datos: Q7608277